# Interstate 471
Pour les articles homonymes, voir Route 471.
L'Interstate 471 (I-471) est une autoroute auxiliaire de 5,75 miles (9,25 km) qui relie l'I-71 au centre-ville de Cincinnati, Ohio à l'I-275 à Highland Heights, Kentucky. Au sud de l'I-275, l'autoroute se poursuit comme US 27.

## Description du tracé

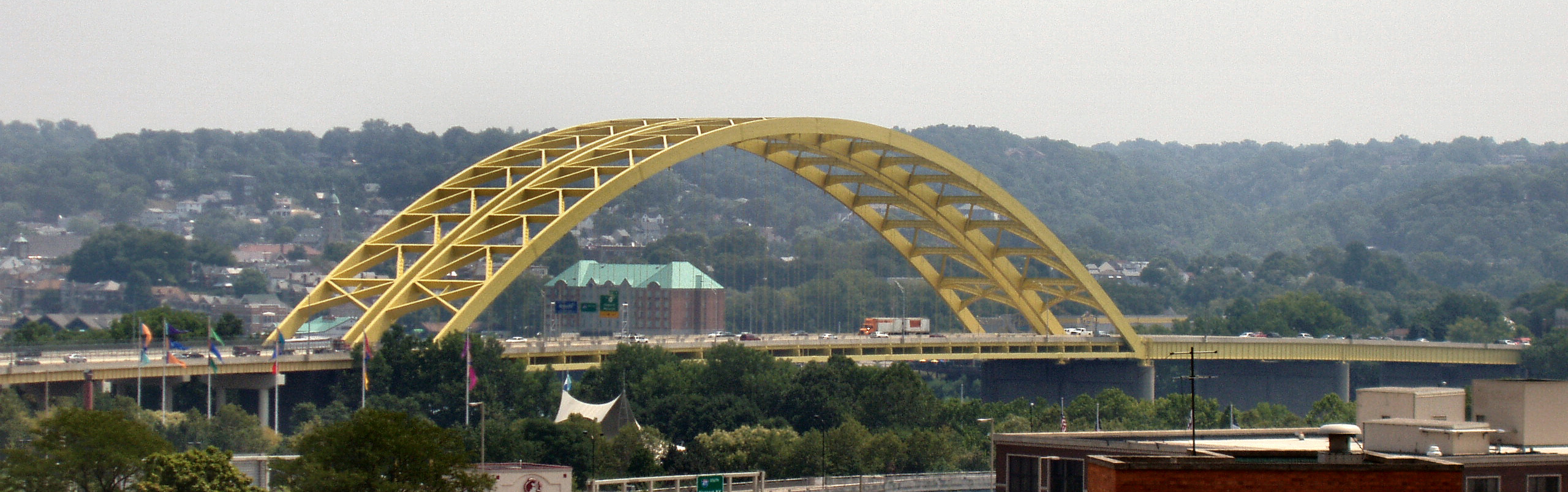
Pont Daniel Carter Beard.

Le terminus sud de l'I-471 est un échangeur avec l'I-275 et la US 27. L'I-471 se dirige au nord-ouest puis, tourne au nord-est. Elle croise la US 27 et se dirige vers Cincinnati. En s'y rendant, l'I-471 passe à l'est de Newport. L'autoroute traverse la rivière Ohio via le Daniel Carter Beard Bridge. L'autoroute croise ensuite la US 50. Un peu plus loin, l'I-471 a un échangeur avec l'I-71, au nord-est du centre-ville de Cincinnati. Il s'agit du terminus nord de l'I-471.

## Liste des sorties
| Interstate 471                          |                  |      |      |                          |                                                                                   |                                                                                         |
| Comté                                   | Municipalité     | mi   | km   | Sortie                   | Intersections / Destinations                                                      | Notes                                                                                   |
| Campbell, KY                            | Highland Heights |      |      |                          | US 27 (Alexandria Pike) / Sunset Drive – Alexandria, Northern Kentucky University | Intersection à niveau; la route continue comme US 27                                    |
| Campbell, KY                            | Highland Heights | 0,00 | 0,00 | 1                        | I-275 vers I-71 / I-75 – Columbus, Aéroport                                       | Indiqué sortie 1A (est) et 1B (ouest); terminus sud de l'I-471; sortie 74A-B de l'I-275 |
| Campbell, KY                            | Southgate        | 1,75 | 2,81 | 2                        | US 27 (Alexandria Pike) – Southgate, Fort Thomas                                  |                                                                                         |
| Campbell, KY                            | Woodlawn         | 3,20 | 5,15 | 3                        | KY 1892 (en) (North Grand Avenue) – Newport, Fort Thomas                          |                                                                                         |
| Campbell, KY                            | Woodlawn         | 3,86 | 6,21 | 4                        | KY 1120 (en) (East 10th Street, Memorial Parkway) – Newport, Bellevue             |                                                                                         |
| Campbell, KY                            | Newport          | 4,65 | 7,48 | 5                        | KY 8 (en) (Fairfield Avenue) / Park Avenue – Newport, Bellevue                    |                                                                                         |
| Rivière Ohio                            | Rivière Ohio     | 5,02 | 8,07 | Pont Daniel Carter Beard | Pont Daniel Carter Beard                                                          | Pont Daniel Carter Beard                                                                |
| Hamilton, OH                            | Cincinnati       | 5,30 | 8,50 | 6A                       | US 50 (Columbia Parkway) vers 3rd Street sud / I-71 / I-75                        | Sortie direction nord, entrée direction sud                                             |
| Hamilton, OH                            | Cincinnati       | 5,40 | 8,70 | 6B                       | 6th Street – Centre-ville                                                         | Sortie direction nord seulement                                                         |
| Hamilton, OH                            | Cincinnati       | 5,60 | 9,00 | 7                        | US 42 (Reading Road) / Liberty Street                                             | Sortie direction nord, entrée direction sud                                             |
| Hamilton, OH                            | Cincinnati       | 5,75 | 9,25 |                          | I-71 nord – Columbus                                                              | Pas d'accès à l'I-71 sud; sortie 1D de l'I-71                                           |
| - Accès incomplet - Transition de route |                  |      |      |                          |                                                                                   |                                                                                         |